# Овейн Гордон
Овейн Гордон (англ. Owayne Gordon, нар. 8 жовтня 1991, Монтего-Бей) — ямайський футболіст, півзахисник клубу «Монтего-Бей Юнайтед» та національної збірної Ямайки.

## Клубна кар'єра
У дорослому футболі дебютував 2011 року виступами за команду клубу «Арнетт Гарденс», в якій провів півроку, взявши участь лише в 10 матчах чемпіонату.
Своєю грою за цю команду привернув увагу представників тренерського штабу клубу «Монтего-Бей Юнайтед», до складу якого приєднався на початку 2012 року. Відіграв за команду з Монтего-Бей наступні чотири з половиною сезони своєї ігрової кар'єри. Більшість часу, проведеного у складі «Монтего-Бей Юнайтед», був основним гравцем команди і двічі з командою став чемпіоном Ямайки.
У квітні 2016 року Гордон приєднався на правах оренди до кінця року до американського клубу «Інді Ілевен», з яким став переможцем весняного чемпіонату NASL. У січні 2017 року, Гордон повернувся в «Монтего-Бей Юнайтед». Відтоді встиг відіграти за команду з Монтего-Бей 14 матчів в національному чемпіонаті.

## Виступи за збірну
30 березня 2015 року дебютував в офіційних матчах у складі національної збірної Ямайки в товариській грі проти збірної Куби (3:0). 
У складі збірної був учасником розіграшу Золотого кубка КОНКАКАФ 2017 року у США.
Наразі провів у формі головної команди країни 11 матчів.

## Досягнення
- Чемпіон Ямайки: 2014, 2016
- Переможець весняного чемпіонату NASL: 2016
- Срібний призер Золотого кубка КОНКАКАФ: 2017